# Serra Geral (Bahia)
A serra Geral, por vezes chamada também de serra Geral do Espinhaço, é um acidente geográfico localizado no interior da Bahia, uma formação que data do Cretáceo Inferior, estendendo-se no sentido norte-sul. É, ainda, uma subdivisão administrativa adotada por alguns órgãos da estrutura governamental estadual, reunindo diversos municípios situados na área de identificação com este acidente geográfico.

## Aspectos geológicos
Sua formação se deve ao derrame de lavas sobre a superfície, fenômeno conhecido como "derrame de trapp".
Este derrame se deu por meio de fraturas observado em alguns locais pelos Sills ou Diques de Diabásio. Por conta de sua origem basáltica, o solo dessas regiões, em geral são muito escuros e muito férteis.
A serra Geral é formada por rochas vulcânicas básicas (basaltos) e intermediárias (riodacitos) apresentando intercalações de arenitos finos.
Do prolongamento do sistema do Espinhaço, as pesquisas minerológicas concluíram pela existência de extensa jazida ferrífera, cuja exploração econômica veio a dar-se a partir de 2007. Além do ferro, a região produz mármores, granitos diversos, talco, conhecido como pedra-giz (Brumado), ametistas e urânio, sendo a mina situada no município de Caetité, o principal produtor deste mineral, no Brasil.

## Aspectos econômicos
Abrangendo os municípios de Brumado, Guanambi, Caetité, Urandi, Riacho de Santana, Caculé, Igaporã, Pindaí dentre outros. Sua agricultura baseia-se fundamentalmente no algodão e sua principal atividade é a mineração (magnesita em Brumado, garimpos de ametista em Caetité e Licínio de Almeida, extração de urânio em Caetité e Lagoa Real e extração de Ferro e Manganês em Caetité). Hoje, Guanambi é o principal polo de desenvolvimento da região, contando com uma população estimada em 2020 de cerca de 84 mil habitantes. Outro fator de grande desenvolvimento econômico dessa região é a implantação de parques eólicos, cuja energia é gerada através dos ventos. Quase todos os investimentos previstos para essa região destinam-se ao segmento mineral e geração de energia eólica, além do segmento de agricultura e pecuária com a implantação do perímetro irrigado do Vale do Iuiú.

## Aspectos geográficos
A serra Geral configura-se como se fosse um elemento de ligação entre a chapada Diamantina e a serra do Espinhaço, o que daria às três a provável origem orográfica comum, formando uma mesma cordilheira na origem remota
Na região da serra Geral, encontra-se um verdadeiro complexo de nascentes e cachoeiras não visto nas demais regiões da nordeste brasileiro: são mais de 70 nascentes que dão origem a vários rios. Só no município de Riacho de Santana, mais de 25 cachoeiras já foram catalogadas, algumas possuindo mais de 80 metros de queda d'água.
Campos de Cima da Serra é a denominação para a região de cima da Serra Baiana.

## História

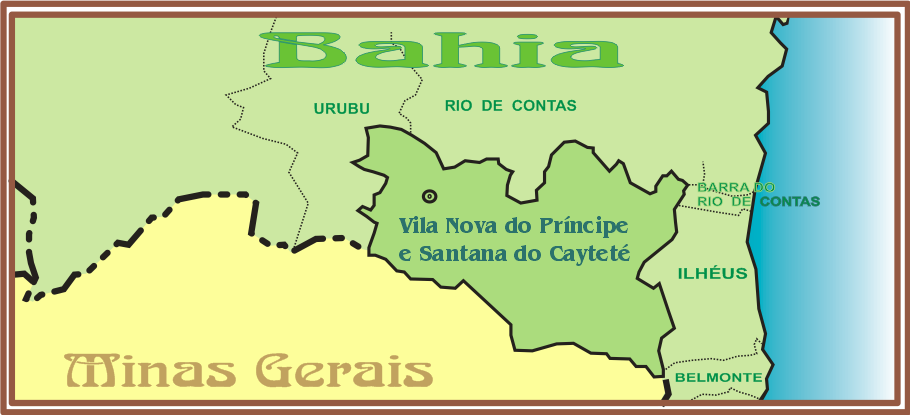
Mapa da Vila Nova do Príncipe e Santana de Cayteté - 1810, território que abarcava praticamente toda a serra Geral e ainda o Sudoeste da Bahia

As tribos indígenas que habitavam a região eram da linhagem jê, entre as várias tribos do povo camacã. A região foi penetrada inicialmente com a exploração do gado, no chamado ciclo do couro, através do rio São Francisco e, depois, pelos bandeirantes paulistas. Já no século XVII, constitui-se, ali, rumo à chapada Diamantina e à capital, o Caminho da Bahia, importante rota ainda pouco estudada que se interligava à Estrada Real, nome pelo qual ainda são conhecidos os remanescentes desse caminho original.
Seu território compunha parte do imenso feudo pertencente à Casa da Ponte, do qual vieram desmembrar-se inúmeros latifúndios e farta escravatura. Originalmente pertencente a Rio de Contas, vila criada em 1724, subordinou-se enquanto administração colonial ao sistema legal de minas, em razão da rápida e efêmera exploração aurífera nesta vila. Com a emancipação, em 1810, da Vila de Caetité, toda a serra Geral, e ainda a subdivisão do Sudoeste da Bahia, integravam esta municipalidade.

## Divisão política
A serra Geral também é interpretada como uma das divisões administrativas do estado da Bahia. Os municipios pertencentes à Serra Geral são: Aracatu, Brumado, Caculé, Caetité, Candiba, Condeúba, Contendas do Sincorá,  Cordeiros, Dom Basílio, Guajeru, Guanambi, Ibiassucê, Igaporã, Ituaçu, Iuiú, Jacaraci, Lagoa Real, Licínio de Almeida, Livramento de Nossa Senhora, Maetinga, Malhada de Pedras, Mortugaba, Palmas de Monte Alto, Pindaí, Piripá, Presidente Jânio Quadros, Rio do Antônio, Riacho de Santana, Sebastião Laranjeiras, Tanhaçu e Urandi.
A serra Geral limita-se com as seguintes subdivisões baianas: ao norte, com a chapada Diamantina e Médio São Francisco; a leste, com a Região Sudoeste; ao sul, com o estado de Minas Gerais, a oeste com o Médio São Francisco.
Seus 29 municípios, a quase totalidade emancipados do território original da Vila Nova do Príncipe e Santana do Caetité, perfazem uma extensão territorial 32 354,6 km² - 5,7% do território baiano.